# Eurylabus
Eurylabus is een geslacht van insecten uit de orde vliesvleugeligen (Hymenoptera) en de familie Ichneumonidae.

## Soorten
- E. charlottae Heinrich, 1974
- E. dholadharensis Gupta, 1955
- E. indolarvatus Heinrich, 1974
- E. kiashii Uchida, 1956
- E. larvatus (Christ, 1791)
- E. malaisei Heinrich, 1974
- E. nakayai Uchida, 1956
- E. quadratus Uchida, 1926
- E. torvus Wesmael, 1845
- E. tristis (Gravenhorst, 1829)
- E. victoriae Heinrich, 1974